# Miguel de Vasconcelos
Pour les articles homonymes, voir De Vasconcelos.
Miguel de Vasconcelos (ou Vasconcellos) (vers 1590 - 1er décembre 1640) fut un homme d'État portugais.
Fils du chancelier Barbosa, il fut, par la protection d'Olivarès, chargé du gouvernement du Portugal avec le titre de secrétaire d'État de 1635 à 1640 sous la vice-reine Marguerite de Savoie, nommée par l'Espagne. 
Il consentit à être l'instrument de la politique espagnole au Portugal, et s'attira ainsi un tel mécontentement qu'il se forma une conspiration contre lui : les conjurés, ayant à leur tête João Pinto Ribeiro, pénétrèrent jusque dans sa chambre au palais royal et le tuèrent, le 1er décembre 1640. Le peuple déchira son corps et le traîna dans les rues de Lisbonne : avec lui finit la domination espagnole, la maison de Bragance étant alors montée sur le trône de Portugal.

## Source
Marie-Nicolas Bouillet  et Alexis Chassang (dir.), « Michel de Vasconcellos » dans Dictionnaire universel d’histoire et de géographie, 1878 (lire sur Wikisource)